# كريستيان أوفييدو كالفو
كريستيان أوفييدو كالفو (بالإسبانية: Cristian Oviedo)‏ (25 أغسطس 1978 بألاخويلا في كوستاريكا - ) هو مدرب كرة قدم ولاعب كرة قدم كوستاريكي في مركز الوسط. شارك مع منتخب كوستاريكا لكرة القدم. أما مع النوادي، فقد لعب مع نادي ألاجولينسي وA.D. Carmelita ‏ وسانتوس دي جوابيلز ‏ ونادي هيريديانو.

## وصلات خارجية
- كريستيان أوفييدو كالفو على موقع الاتحاد الدولي (مؤرشف)  (الإنجليزية)
- كريستيان أوفييدو كالفو على موقع قاعدة بيانات كرة القدم.إي يو (الإنجليزية)
- كريستيان أوفييدو كالفو على موقع ناشيونال فوتبول تيمز (الإنجليزية)
- كريستيان أوفييدو كالفو على موقع Soccerway.com (الإنجليزية)